# فلیکس رسورکیون هیدالگو
فلیکس رسورِکیون هیدالگو (اسپانیایی: Félix Resurrección Hidalgo‎؛ زاده ۲۱ فوریهٔ ۱۸۵۵ – درگذشته ۱۳ مارس ۱۹۱۳) نقاش فیلیپینی بود که بیشتر عمر خود را در اسپانیا سپری کرد. از آثارش قایق آخرون، وداع با خورشید و نمایش باکرگان مسیحی در انظار عموم را می‌توان نام برد.